# دریاچه آتش
دریاچه آتش (انگلیسی: Lake of fire) مفهومی است که در هر دو دین مصر باستان و مسیحیت ظاهر می‌شود. در مصر باستان، به عنوان یک مانع در سفر از طریق جهان اموات ظاهر می‌شود که می‌تواند فرد متوفی را از بین ببرد یا تازه کند. در مسیحیت، آن را به عنوان محل زندگی پس از مرگ محل مجازات شریران است. این عبارت در پنج آیه کتاب مکاشفه یوحنا به کار رفته‌است.